# Officers
Officers (tạm dịch: Sĩ quan) là trò chơi máy tính thuộc thể loại chiến lược thời gian thực lấy bối cảnh Thế chiến II do hãng 3A Games phát triển và Tri Synergy phát hành. Game được phát hành vào ngày 28 tháng 11 năm 2008 tại Nhật Bản, ngày 29 tháng 5 năm 2009 ở châu Âu và tại Hoa Kỳ vào ngày 14 tháng 7 năm 2009. 

## Lối chơi
Officers lấy bối cảnh trong Thế chiến II và người chơi được quyền điều khiển phe Đồng Minh gồm quân đội Anh và Mỹ trong một cuộc chiến giành quyền kiểm soát Tây Âu chống lại Đức Quốc xã. Các màn chơi trong game có thể hỗ trợ lên đến 1500 đơn vị quân trên mỗi màn và kích thước màn chơi có thể lên đến 10 dặm vuông (26 km2). Trò chơi có hơn 50 đơn vị quân cho phép người chơi sử dụng chiến thuật đội hình về quân sự với các đơn vị quân. Ngoài ra, game còn có công cụ tạo màn cho phép người chơi tạo ra các kịch bản tùy chỉnh.